# نخل مسافر آمریکای جنوبی
نخل مسافر آمریکای جنوبی (نام علمی: Phenakospermum) نام یک سرده از راسته زنجبیل‌سانان است.